# Varvara Lepchenko
| Posities op de WTA-ranglijst Positie per einde seizoen: \| jaar \| rang enkelspel \| rang dubbelspel \| \| ---- \| -------------- \| --------------- \| \| 2002 \| 606 \| 931 \| \| 2003 \| 517 \| 275 \| \| 2004 \| 230 \| 412 \| \| 2005 \| 131 \| 377 \| \| 2006 \| 93 \| 149 \| \| 2007 \| 141 \| 196 \| \| 2008 \| 125 \| 227 \| \| 2009 \| 114 \| 426 \| \| 2010 \| 79 \| 829 \| \| 2011 \| 110 \| 418 \| \| 2012 \| 21 \| 161 \| \| 2013 \| 53 \| 43 \| \| 2014 \| 36 \| 151 \| \| 2015 \| 46 \| 322 \| \| 2016 \| 87 \| 333 \| \| 2017 \| 62 \| 296 \| \| 2018 \| 129 \| 403 \| \| 2019 \| 170 \| 1410 \| \| 2020 \| 181 \| 823 \| |                |                 |
| jaar | rang enkelspel | rang dubbelspel |
| 2002 | 606            | 931             |
| 2003 | 517            | 275             |
| 2004 | 230            | 412             |
| 2005 | 131            | 377             |
| 2006 | 93             | 149             |
| 2007 | 141            | 196             |
| 2008 | 125            | 227             |
| 2009 | 114            | 426             |
| 2010 | 79             | 829             |
| 2011 | 110            | 418             |
| 2012 | 21             | 161             |
| 2013 | 53             | 43              |
| 2014 | 36             | 151             |
| 2015 | 46             | 322             |
| 2016 | 87             | 333             |
| 2017 | 62             | 296             |
| 2018 | 129            | 403             |
| 2019 | 170            | 1410            |
| 2020 | 181            | 823             |

Varvara Lepchenko (Tasjkent, 21 mei 1986) is een professioneel tennisspeelster uit de Verenigde Staten. Zij begon met tennissen op haar zevende, haar vader was haar eerste coach.

## Nationaliteit
Samen met haar vader ontvluchtte Lepchenko Oezbekistan eind 2001; zij verkregen asiel in de Verenigde Staten maar mochten het land niet verlaten. In 2001 begon zij haar professionele tenniscarrière, maar zij kon alleen toernooien binnen de USA spelen. In 2005 kreeg zij de green card (de informele naam van een identificaiekaart als bewijs van permanent inwonerschap van buitenlanders in de Verenigde Staten) waardoor zij ook in andere landen kon gaan tennissen. Op toernooien komt zij sinds 18 september 2007 (het ITF-toernooi van Albuquerque) voor de Verenigde Staten uit. Het duurde uiteindelijk tot 23 september 2011 voor zij ten slotte het staatsburgerschap van de US verkreeg.

## Loopbaan

### Enkelspel
Lepchenko debuteerde in 2001 op het toernooi van Tasjkent. In 2002 startte zij op het ITF-circuit. Zij stond later dat jaar voor het eerst in een finale, op het ITF-toernooi van Harrisonburg (VS) – zij verloor van de Porto-Ricaanse Vilmarie Castellvi. In 2005 veroverde Lepchenko haar eerste titel, op het ITF-toernooi van Jackson (VS), door de Amerikaanse Ahsha Rolle te verslaan. Tot op heden(augustus 2021) won zij dertien ITF-titels, de laatste in 2021 in Boca Raton (VS).
Pas in 2005 kwalificeerde Lepchenko zich opnieuw voor een WTA-hoofdtoernooi, op het toernooi van Los Angeles – zij bereikte er de derde ronde. Zij stond in 2014 voor het eerst in een WTA-finale, op het toernooi van Seoel – zij verloor van de Tsjechische Karolína Plíšková. In 2021 veroverde Lepchenko haar eerste WTA-titel, op het challengertoernooi van Charleston, door de Amerikaanse Jamie Loeb te verslaan.
Haar beste resultaat op de grandslamtoernooien is het bereiken van de vierde ronde. Haar hoogste notering op de WTA-ranglijst is de 19e plaats, die zij bereikte in oktober 2012.

### Dubbelspel
Lepchenko was in het dubbelspel minder actief dan in het enkelspel. Zij debuteerde in 2000 op het toernooi van Tasjkent, waarvoor zij samen met haar toenmalige landgenote Kamila Dadakhodjaeva een wildcard kreeg. Voor de editie van 2001 wist zij zich te kwalificeren, met Russin Ivanna Israilova. In 2002 startte zij op het ITF-circuit. Zij stond in 2003 voor het eerst in een finale, op het ITF-toernooi van Dothan (VS), samen met de Amerikaanse Julie Ditty – zij verloren van het duo Milagros Sequera en Christina Wheeler. In 2004 veroverde Lepchenko haar eerste titel, op het ITF-toernooi van Hilton Head Island (VS), samen met de Amerikaanse Cory-Ann Avants, door het duo Tanner Cochran en Jaslyn Hewitt te verslaan.
Pas in 2006 speelde Lepchenko opnieuw op een WTA-hoofdtoernooi, op het toernooi van Memphis, samen met Russin Tatjana Panova – zij bereikten er de tweede ronde. In 2007 had zij haar grandslamdebuut op het Australian Open, samen met Russin Olga Poetsjkova. Haar beste resultaat op de WTA-toernooien is het bereiken van de halve finale, eenmaal op het toernooi van Memphis in 2008, samen met Russin Jevgenia Rodina, andermaal op het toernooi van Guangzhou in 2013, samen met de Chinese Zheng Saisai en ten derden male op het toernooi van Luxemburg in 2017, samen met de Hongaarse Fanny Stollár.
Haar beste resultaat op de grandslamtoernooien is het bereiken van de halve finale, op het Australian Open 2013 samen met de Chinese Zheng Saisai. Haar hoogste notering op de WTA-ranglijst is de 40e plaats, die zij bereikte in juni 2013.

### Tennis in teamverband
In 2013 maakte Lepchenko deel uit van het Amerikaanse Fed Cup-team – zij behaalde daar een winst/verlies-balans van 2–1.

## Palmares
| Legenda                 |
| ----------------------- |
| Grandslamtoernooi       |
| Olympische Spelen       |
| Year-End Championships  |
| Premier Mandatory       |
| Premier Five / WTA 1000 |
| Premier / WTA 500       |
| International / WTA 250 |
| Challenger / WTA 125    |

### WTA-finaleplaatsen enkelspel
| nr.              | finale     | toernooi       | ondergrond | tegenstandster    | score         |         |
| ---------------- | ---------- | -------------- | ---------- | ----------------- | ------------- | ------- |
| gewonnen finales |            |                |            |                   |               |         |
| 1.               | 2021-08-01 | WTA Charleston | gravel     | Jamie Loeb        | 7-6, 4-6, 6-4 | details |
| verloren finales |            |                |            |                   |               |         |
| 1.               | 2014-09-21 | WTA Seoel      | hardcourt  | Karolína Plíšková | 3-6, 7-6, 2-6 | details |

### WTA-finaleplaatsen dubbelspel
geen

### Gewonnen ITF-toernooien enkelspel
| nr. | finale     | toernooi     | dotatie | tegenstandster in finale | score               |
| --- | ---------- | ------------ | ------- | ------------------------ | ------------------- |
| 1.  | 2005-04-17 | Jackson      | $25.000 | Ahsha Rolle              | 6-3, 6-2            |
| 2.  | 2005-06-12 | Allentown    | $25.000 | Lindsay Lee-Waters       | 7-6, 6-4            |
| 3.  | 2006-06-18 | Allentown    | $25.000 | Carly Gullickson         | 6-1, 6-4            |
| 4.  | 2006-07-09 | College Park | $75.000 | Camille Pin              | 6-3, 7-5            |
| 5.  | 2007-07-15 | Boston       | $50.000 | Kelly Liggan             | 6-2, 5-7, 5-0, opg. |
| 6.  | 2008-09-28 | Ashland      | $50.000 | Carly Gullickson         | 5-7, 6-0, 6-2       |
| 7.  | 2009-11-15 | Phoenix      | $50.000 | Sacha Jones              | 6-0, 6-0            |
| 8.  | 2010-10-03 | Las Vegas    | $50.000 | Sorana Cîrstea           | 6-2, 6-2            |
| 9.  | 2010-11-07 | Grapevine    | $50.000 | Jamie Hampton            | 7-6, 6-4            |
| 10. | 2010-11-14 | Phoenix      | $75.000 | Melanie Oudin            | 6-3, 7-6            |
| 11. | 2011-10-09 | Kansas City  | $50.000 | Romina Oprandi           | 6-4, 6-1            |
| 12. | 2018-10-28 | Macon        | $80.000 | Verónica Cepede Royg     | 6-4, 6-4            |
| 13. | 2021-02-28 | Boca Raton   | $25.000 | Claire Liu               | 3-6, 6-4, 6-0       |

### Gewonnen ITF-toernooien dubbelspel
| nr. | finale     | toernooi    | dotatie | partner         | tegenstandsters in finale    | score         |
| --- | ---------- | ----------- | ------- | --------------- | ---------------------------- | ------------- |
| 1.  | 2004-06-06 | Hilton Head | $10.000 | Cory-Ann Avants | Tanner Cochran Jaslyn Hewitt | 6-2, 3-6, 6-3 |

## Resultaten grandslamtoernooien
| Legenda | Legenda                          |
| ------- | -------------------------------- |
| g.t.    | geen toernooi gehouden           |
| l.c.    | lagere categorie                 |
| –       | niet deelgenomen                 |
| G       | uitgeschakeld in de groepsfase   |
| 1R      | uitgeschakeld in de eerste ronde |
| 2R      | uitgeschakeld in de tweede ronde |
| 3R      | uitgeschakeld in de derde ronde  |
| 4R      | uitgeschakeld in de vierde ronde |
| KF      | uitgeschakeld in de kwartfinale  |
| HF      | uitgeschakeld in de halve finale |
| F       | de finale verloren               |
| W       | het toernooi gewonnen            |
| w-v     | winst/verlies-balans             |

### Enkelspel
| toernooi        | 2006 | 2007 |    | 2009 | 2010 | 2011 | 2012 | 2013 | 2014 | 2015 | 2016 | 2017 | 2018 | 2019 | 2020 | 2021 |
| --------------- | ---- | ---- | -- | ---- | ---- | ---- | ---- | ---- | ---- | ---- | ---- | ---- | ---- | ---- | ---- | ---- |
| Australian Open | –    | 1R   | –  | 1R   | 1R   | 1R   | 2R   | 2R   | 3R   | 3R   | 2R   | 1R   | 1R   | –    | –    |      |
| Roland Garros   | –    | 1R   | 1R | 2R   | 2R   | 4R   | 3R   | 2R   | 1R   | 1R   | 2R   | 1R   | 1R   | 1R   | 2R   |      |
| Wimbledon       | –    | 1R   | –  | 2R   | 1R   | 3R   | 1R   | 2R   | 1R   | 2R   | 2R   | 1R   | –    | g.t. | –    |      |
| US Open         | 2R   | –    | 1R | –    | 1R   | 3R   | 1R   | 3R   | 4R   | 3R   | 1R   | –    | 1R   | –    |      |      |

### Vrouwendubbelspel
| toernooi        | 2007 |    | 2011 | 2012 | 2013 | 2014 | 2015 | 2016 | 2017 | 2018 |
| --------------- | ---- | -- | ---- | ---- | ---- | ---- | ---- | ---- | ---- | ---- |
| Australian Open | 1R   | 1R | –    | HF   | 2R   | 1R   | 2R   | –    | 2R   |      |
| Roland Garros   | –    | 1R | 1R   | KF   | 1R   | 2R   | 1R   | 1R   | –    |      |
| Wimbledon       | –    | 1R | 2R   | 2R   | 1R   | 1R   | 1R   | 1R   | –    |      |
| US Open         | –    | 1R | 1R   | 2R   | 2R   | 1R   | 1R   | 1R   | 1R   |      |

### Gemengd dubbelspel
| Toernooi        | 2012 |
| --------------- | ---- |
| Australian Open | –    |
| Roland Garros   | –    |
| Wimbledon       | 1R   |
| US Open         | 2R   |